# 疾病管理廳
疾病管理廳（：／）是大韩民国保健福祉部所屬機構，負責慢性病、傳染病、罕見疾病的預防、調查、檢疫，並進行各項試驗研究，進而改善韓國人民健康。該機構前身為疾病管理本部，2004年1月19日成立，位於忠清北道清州市兴德区五松邑五松衛生技術行政綜合大樓。
2020年5月10日，總統文在寅於就職3周年演說時表示為強化應對包括2019冠状病毒病在內的各項傳染病，將原隸屬於保健福祉部的疾病管理本部升格為獨立的疾病管理廳，並於9月12日正式運作；原本部長鄭銀敬也延續任命為第一任廳長。2022年5月尹錫悅就職總統後任命白敬蘭為第二任廳長，12月任命池榮美為現任廳長。

## 歷史[12]
- 1949年7月14日：由當時的保健部（朝鲜语：대한민국 보건부）成立中央衛生中心。
- 1949年11月7日：保健部成立中央化學研究中心。
- 1949年12月7日：保健部成立中央國防研究中心。
- 1954年1月18日：保健部成立中央草藥檢驗中心。
- 1955年2月17日：保健部與社會部合併成保健社會部（朝鲜语：대한민국 사회부），中央衛生中心、中央化學研究中心、中央國防研究中心和中央草藥檢驗中心也一併整合。[13]
- 1960年1月1日：中央衛生中心改組為中央保健中心。
- 1960年8月12日：將中央保健中心改組為國家衛生研究所，將中央化學研究中心改組為國家化學技術研究所，將中央國防研究中心改組為國家國防研究所，將中央草藥檢驗中心改組為國家草藥研究所。
- 1963年12月17日：將國家檢疫研究所、國家化學技術研究所、衛生人員培訓研究所和國家草藥研究所併入國家衛生研究所。
- 1967年2月1日：國家衛生研究所更名為國立衛生研究院。
- 1977年3月16日：馬山分院成立。
- 1994年12月23日：改組成為保健福祉部所屬機構。
- 1999年5月24日：馬山分院裁撤。
- 2004年1月19日：改組為疾病管理本部[1]。
- 2008年2月29日：改組成為保健福祉家族部（朝鲜语：대한민국 보건복지가족부）所屬機構。[14]
- 2010年3月19日：改組成為保健福祉部所屬機構。
- 2010年12月20日：搬遷至清州市兴德区五松邑（朝鲜语：오송읍）的五松生命科學園區（韓語：오송생명과학단지）並正式運作。[5]
- 2012年4月26日：成立國家中央人體資源庫。[15][16]
- 2020年9月12日：升格為疾病管理廳[2]

整體來說疾病管理本部的歷史與韓國的主要傳染病暴發相符。2003年嚴重急性呼吸系統綜合症爆發後，當時的國立衛生研究院改組為類似美國CDC的機構；2015年中東呼吸綜合症爆發後，該機構的負責人被提升為副部級職位。